# Ride With Me
「Ride With Me」是Hey!Say!JUMP的第11张单曲。於2013年12月25日由J Storm发售。

## 概要
与前作「Come On A My House」相隔约6个月後发售。是2013年发售的第二張单曲。
分为初回限定盘1、初回限定盘2、通常盘3种形式发售。
标题曲「Ride With Me」是由Hey!Say!JUMP成員山田涼介及有岡大貴所參演的電視劇『金田一少年の事件簿 獄門塾殺人事件』的主題歌。

## 收录曲

### 初回限定盘1

#### CD
1. Ride With Me  [4:28]
  - 作詞：Staxx T、作曲：☆Taku Takahashi・Minami、編曲：☆Taku Takahashi
2. Ride With Me（Instrumental）

#### DVD
1. Ride With Me（音乐影片＋Making映像）

### 初回限定盘2

#### CD
1. Ride With Me
2. Go To The Future [3:36]
  - 作詞：ma-saya、作曲：清水昭男、編曲：石塚知生
3. GIFT [5:38]
  - 作詞：小川貴生、作曲：加藤裕介、編曲：牧戸太郎
4. Ride With Me（Instrumental）
5. Go To The Future（Instrumental）
6. GIFT（Instrumental）

### 通常盘

#### CD
1. Ride With Me
2. School Girl [4:06]
  - 作詞：亜美、作曲：Peter Nord・Mats Larsson・Yoko.Hiramatsu、編曲：Peter Nord
3. Hands Up [3:59]
  - 作詞：Taka Ruscar、作曲：Takuya Harada・Andreas Ohrn・Henrik Smith、編曲：Andreas Ohrn・Henrik Smith
4. Ride With Me（オリジナル・カラオケ）
5. School Girl （オリジナル・カラオケ）
6. Hands Up（オリジナル・カラオケ）